# Lupeni
Lupeni je město v Rumunsku, ležící 335 km od Bukurešti. Nachází se v údolí řeky Jiu v nadmořské výšce 630 až 760 metrů a patří k župě Hunedoara. Lupeni je spojeno železniční tratí s městem Petroșani. V Lupeni žije přibližně 19 tisíc obyvatel, z nichž 83 % tvoří Rumuni, významnými menšinami jsou Maďaři a Romové.
Název Lupeni stejně jako starší německé označení Schylwolfsbach je odvozen od vlků žijících v okolních lesích. Původně zde bylo jen rozptýlené pastevecké osídlení, první písemná zmínka o existenci vesnice Lupeni pochází z roku 1770. V roce 1850 zde žilo 743 obyvatel, rozvoj začal po zahájení těžby černého uhlí. Lupeni bylo střediskem sociálně motivovaných hornických nepokojů v letech 1929, 1977 i 1990. V roce 1941 bylo Lupeni povýšeno na město a od roku 2003 je střediskem samostatné obce.
Těžba uhlí je v útlumu a větší podíl na místní ekonomice získává turistický ruch – nedaleko města se nachází středisko zimních sportů Straja. Působil zde fotbalový klub CS Minerul Lupeni, založený v roce 1920 a zaniklý v roce 2011.